# Lucida
Lucida是一个西文字体家族名，由查尔斯·毕格罗（Charles Bigelow）和克里斯·霍尔姆斯（Kris Holmes）于1985年设计。
这个家族有很多变体，包括黑体（Blackletter），艺术体（Calligraphy），手写体（Handwriting），衬线（Fax, Bright）和无衬线体（Sans, Lucida Sans Unicode，Lucida Grande，Sans Typewriter等等）。
Bigelow&Holmes公司与TeX的厂商Y&Y合作制作了一套完整的TeX用数学符号，因此这个字体也是少数TeX数学公式排版能使用的字体之一。
Lucida Console也是英文版Windows XP和Windows CE中蓝屏死机和Windows記事本的默认字体。Lucida Sans Demibold（轮廓和Lucida Grande Bold体完全一样，但是数字间距较紧）被用于苹果公司的Mac OS X操作系统，以及其他众多程序，包括Front Row。

## 字体样本

Lucida Sans
Lucida Sans Typewriter
Lucida Console
Lucida Handwriting
Lucida Grande
Lucida Calligraphy
Lucida Blackletter
Lucida Fax
Lucida Bright
Lucida Serif